# 토머스 내스트

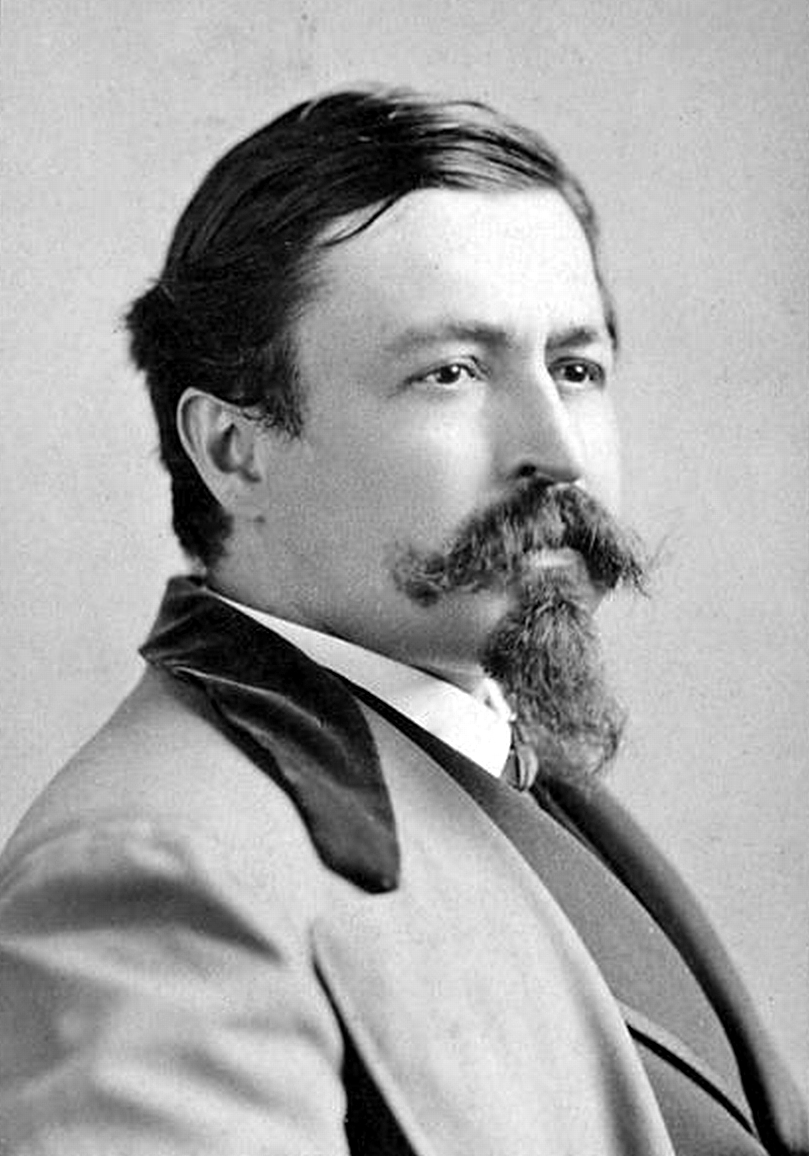

토머스 내스트(1840년 9월 27일 – 1902년 12월 7일)는 독일 태생의 미국 캐리커쳐리스이자 미국 카툰의 아버지로 간주되는 시사 만화가이다. 그는 보스 트위드와 태머니 홀 정치 기계의 채찍이었다. 그의 유명한 작품들 중에는 현대판 산타클로스와 공화당의 정치적 상징으로서 코끼리 심벌이 있다. 대중의 믿음과는 반대로, 내스트는 그의 예술작품에서 널리 사용하긴 했지만 엉클 샘(미국 사람을 상징하는 남성 의인화), 컬럼비아(미국적 가치를 나타낸 여성 의인화) 또는 민주당 당나귀는 그가 창작한 것은 아니었다. 내스트는 《하퍼스 위클리》에서 1859년부터 1860년까지 그리고 1862년부터 1886년까지 일했다.

## 어린 시절
내스트는 독일 바이에른 왕국 팔츠 지역 랜다우의 천막에서 아폴로니아와 요셉 토마스 내스트의 막내 아들로 태어났다. 그는 앤디라는 이름의 누이가 있었고, 다른 두 명의 형제들은 그가 태어나기도 전에 죽었다. 바바리안 제9연대 밴드에서 트롬본을 연주했던 그의 아버지는 바바리안 정부와 불화를 하게 만든 정치적 신념을 가지고 있었다. 1846년, 요셉 내스트는 란다우를 떠났다. 프랑스 군함에 징발되어서 미국 배 위에 배치되게 된다. 그는 아내와 자식들은 뉴욕 시로 보냈고, 1850년 말에 그곳에서 합류했다.내스트는 뉴욕 시에 있는 학교에 6살의 나이에 입학하여 14살 때 졸업을 하였다. 수업은 형편없었지만, 그림을 그리겠다는 열정만은 어린 나이 때부터 대단하였다. 1854년에, 약 1년의 공부를 위해 알프레드 프레드릭스와 테어도어 카우프만과 함께 등록했다. 그곳에서 국립 디자인 학교를 다닌다. 1856년에 그는 프랭크 레슬리의 일러스트레이티드 뉴스페이퍼를 위해 도제 생활을 하였다. 그의 그림은 1859년 5월 18일 하퍼스 위클리에서 최초로 등장한 것처럼 보인다.